# 이즈미 소타로
이즈미 소타로(일본어: 泉 宗太郎, 1992년 8월 5일 ~ )는 일본의 축구 선수이다.

## 구단 경력
과거 YSCC 요코하마에서 활동하였다.